# 2431 Skovoroda
2431 Skovoroda este un asteroid din centura principală, descoperit pe 8 august 1978, de Nikolai Cernîh.